# Pesto
Pesto (/'pesto/ în italiană, /ˈpestu/ în liguriană) sau pesto alla genovese (pronunția italiană: [ˈpesto alla dʒenoˈveːse, -eːze], tradus: „pesto genovez”), este un sos originar din Genova, capitala regiunii Liguria, Italia.  Este făcut în mod tradițional din usturoi zdrobit, semințe de pin, sare grunjoasă, frunze de busuioc și brânză tare, cum ar fi Parmigiano-Reggiano (cunoscută și ca Parmezan) sau Pecorino Sardo (brânză din lapte de oaie), toate amestecate cu ulei de măsline.

## Etimologie
Numele pesto este participiul trecut al verbului genovez pestâ (în italiană: pestare), care înseamnă „a bate”, „a zdrobi”, cu referire la metoda originală de preparare: conform tradiției, ingredientele sunt „zdrobite” sau măcinate într-un mojar de marmură printr-o mișcare circulară folosind un pistil de lemn. 
Strict vorbind, pesto este un termen generic pentru orice fel de mâncare ce se face prin „zdrobirea” ingredientelor; de aceea cuvântul este folosit pentru mai multe feluri de pesto în Italia. Cu toate acestea, pesto alla genovese („pesto genovez”) rămâne cel mai popular pesto din Italia și din restul lumii.

## Istoric

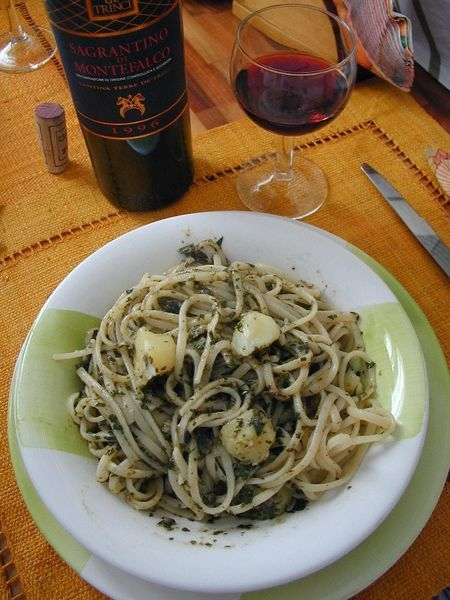
Trenette cu pesto.

Se crede că Pesto are doi predecesori în vremurile străvechi, datând din epoca romană. Romanii obișnuiau să mănânce o pastă similară numită moretum, care se făcea prin zdrobirea usturoiului, a sării, a brânzei, a plantelor, a uleiului de măsline și a oțetului (și uneori a nucilor de pin).  Utilizarea acestei paste în bucătăria romană este menționată în Appendix Vergiliana, o colecție de poezii în care Virgiliu detaliază pregătirea moretum-ului. În Evului Mediu, un sos popular în bucătăria genoveză a fost agliata, care era în esență un pireu de usturoi și nuci, deoarece usturoiul era un element esențial în alimentația ligurilor, în special pentru navigatori.
Introducerea busuiocului, principalul ingredient al pesto-ului modern, a avut loc în vremuri mai recente și este documentată pentru prima dată abia la mijlocul secolului al XIX-lea, când gastronomul Giovanni Battista Ratto și-a publicat cartea de bucate La Cuciniera Genovese în 1863:
"Luați un cățel de usturoi, busuioc sau, atunci când lipsesc, maghiran și pătrunjel, brânză olandeză și parmezan răzăluit și amestecați cu nuci de pin și zdrobiți tot într-un mojar cu puțin unt până când se reduce la o pastă. Lasagna și Trofie se pot acoperi cu acest piure, și se poate face mai lichid adăugând puțină apă fierbinte fără sare
Deși probabil provine și a fost domesticit în India, busuiocul a luat cea mai fermă rădăcină în regiunile Liguria, Italia și Provența, Franța. Se folosea în mod abundent în această parte a Italiei, deși numai în sezon, motiv pentru care maghiranul și pătrunjelul sunt sugerate ca alternative atunci când lipsește busuiocul. Ratto menționează brânza olandeză (formaggio olandese) în loc de Pecorino Sardo, deoarece brânzeturile din Europa de Nord erau de fapt comune în Genova la acea vreme, datorită meseriilor comerciale seculare ale Republicii Maritime.
Această rețetă pentru pesto alla genovese a fost adesea revizuită în anii următori (o revizuire remarcabilă a lui Emanuele Rossi a avut loc în 1865, la doar câțiva ani după Cuciniera lui Ratto), și a devenit în scurt timp un element de bază în tradiția culinară liguriană, cu fiecare familie prezentând adesea propria rețetă de pesto (cu ușoare diferențe față de ingredientele tradiționale). Acesta este principalul motiv pentru care rețetele de pesto diferă adesea între ele.
În 1944, The New York Times a menționat niște pesto importat în conservă. În 1946, revista Sunset a publicat o rețetă de pesto de Angelo Pellegrini. Pesto a devenit popular în America de Nord după anii 1980 și 1990.

## Ingrediente și preparare

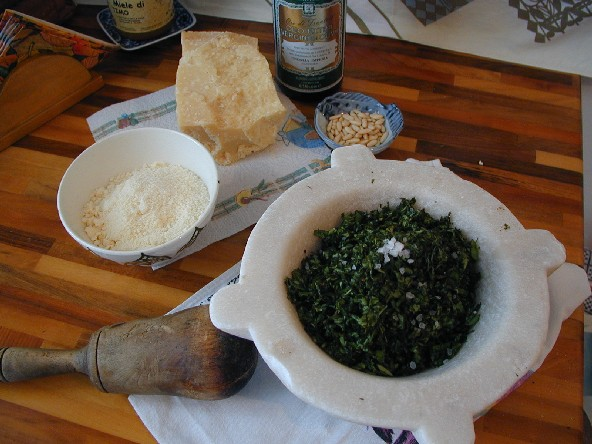
Ingredientele pentru a prepara pesto.

Pesto este preparat în mod tradițional într-un mojar de marmură cu un pistil de lemn. În primul rând, usturoiul și nucile de pin sunt așezate în mojar și strivite până devin o cremă, iar apoi frunzele de busuioc spălate și uscate se adaugă cu sare grosieră și măcinate până la o consistență cremoasă. Abia atunci se adaugă un amestec de Parmezan și Pecorino. Pentru a încorpora brânza, se adaugă puțin ulei de măsline extravirgin. Într-un borcan strâns (sau pur și simplu într-un recipient de plastic etanș), acoperit de un strat de ulei de măsline extravirgin, pesto poate dura în frigider până la o săptămână și poate fi congelat pentru utilizare ulterioară.

## Acompaniamente
Pesto este folosit în mod obișnuit pentru paste, în mod tradițional cu mandilli de sæa ("batiste de mătase" în dialectul genovez), trofie sau trenette. Cartofii și fasolea sunt, de asemenea, adăugate în mod tradițional, fierte în aceeași oală în care s-au gătit pastele. 
Este utilizat în minestrona genoveză. În afara Italiei, pesto este uneori servit cu felii de carne de vită, roșii și felii de cartofi fierți.